# The Duke of Gandia

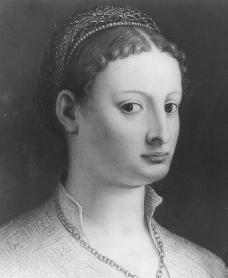
Lukrecja Borgia

The Duke of Gandia – dramat angielskiego poety Algernona Charlesa Swinburne’a, napisany w 1902 a opublikowany w 1908 w Londynie przez oficynę Chatto & Windus. Jest dziełem nieukończonym. Został napisany wierszem białym (blank verse), czyli nierymowanym pentametrem jambicznym. Akcja rozgrywa się pod koniec XV wieku, dokładnie od 17 czerwca do 22 lipca 1497, w Rzymie. Bohaterami są między innymi papież Aleksander VI, tytułowy książę Gandii Francesco Borgia, Cezar Borgia i Lukrecja Borgia.